# M2 Medium Tank
Il M2 Medium Tank è stato un carro armato medio che venne costruito dagli Stati Uniti in un numero limitato di esemplari prima della seconda guerra mondiale, ma, allo scoppio della guerra, apparve chiaro che le caratteristiche di questo carro erano insufficienti per un uso sul campo di battaglia, quindi venne destinato all'addestramento.

## Le origini
Fino al 1936 le realizzazioni dell'Ordonance Department (Servizio degli armamenti) degli Stati Uniti erano orientate dai concetti di Christie, ma a partire da quell'anno vennero sviluppati modelli di carro meno sofisticati dal punto di vista meccanico e maggiormente affidabili.
Il primo modello costruito secondo questi criteri fu il T5, che sfruttava l'esperienza maturata con il carro armato leggero M2 Light Tank, questo modello, presentato nel 1937, aveva, al posto della parte superiore dello scafo e della torretta un mock-up in legno. Il modello era stato costruito presso l'Arsenale di Rock Island, e rappresentava il primo tentativo dell'Ordonanace departement di sviluppare un carro armato moderno. Sulla base di quel modello venne costruito un T5 Phase I, in cui si era passati ad una costruzione effettiva del mezzo, l'unica componente rilevante ancora non presente era il cannone da 37 mm, che era in legno, aspettando il modello ad alta velocità. Il sistema di sospensioni era il VVS (Vertical Volute Springs), con rulli di rinvio, che si sarebbe evoluto fino alla fine della seconda guerra mondiale nei sistemi di sospensione dei carri medi statunitensi (M3 Lee ed M4 Sherman).
Nel corso della sperimentazione del T5 furono effettuati diversi tentativi di montare un armamento sempre più potente su un unico scafo, tanto che in una versione furono montati 2 cannoni da 37 mm con mitragliatrice coassiale. Dopo due anni di sviluppi, nel 1938, venne montato il cannone M3 37 mm ad alta velocità e si passò alla fase di produzione.
Quando il T5 venne messo in produzione assunse la denominazione di M2 Medium Tank (Carro medio M2).

## La Tecnica
Il carro M2 era armato con un cannone da 37 mm ad alta velocità e da otto mitragliatrici Browning .30 in (7,62 mm). Le mitragliatrici erano montate ai quattro angoli della sovrastruttura, due sulla piastra frontale e due su piedistalli a candeliere per il tiro contraerei. L'equipaggio era di sei uomini. Rispetto ai prototipi T5 la posizione del guidatore era stata spostata verso il centro del mezzo.
La protezione era fornita da lamiere rivettate di acciaio indurito di 25,4 mm (1 in) di spessore tanto per la parte frontale dello scafo che per la torretta.
La propulsione era assicurata da un motore radiale Wright a 9 cilindri di cilindrata totale di 973 ci (16000 cm³). Il motore erogava 350 hp a 2400 rpm, assicurando una velocità di 56 km/h. La trasmissione era a cinque marce.
Il sistema di sospensioni VVS si basava su tre carrelli con due ruote e ruotino di rinvio (esattamente gli stessi successivamente montati sull'M3), con ruota dentata di trazione anteriore e ruota di rinvio posteriore. Il movimento era assicurato da cingoli larghi 356 mm con tacchi in gomma che assicuravano una pressione al suolo di 130 kPa (18,8 psi o 1,29 kg/cm2).
Il carro M2 fu prodotto all'inizio del 1939 dal Rock Island Arsenal in 18 esemplari.

## Evoluzione
In base alle prime esperienze con l'M2 nel 1940 fu sviluppato il modello M2A1, in cui il sistema di rinculo del cannone da 37 mm era incamiciato in una protezione corazzata ed era stata migliorata la protezione delle mitragliatrici d'angolo. La torretta era stata ampliata per poter ospitare due persone e la protezione anteriore era stata portata a 32 mm (1 ¼ in). L'altezza del carro era ridotta, rispetto all'M2 a 2,74 m, mentre il peso era salito a 21337 kg.
La nuova motorizzazione era sul Wright R975EC2 sovralimentato, che portava la potenza a 400 hp.
Tuttavia, la comparsa in Europa dei Panzer IV, armati con un cannone da 75 mm, mise in evidenza l'inadeguatezza del 37 mm in campo tattico, quindi l'Ordnance Department decise di sospendere la produzione e lo sviluppo degli M2 per produrre un nuovo carro, armato con un cannone da 75 mm, che fu l'M3 Lee.
Il Carro M2A1 venne prodotto in 94 esemplari, tutti dal Rock Island Arsenal, la Chrysler stava preparando al linea di montaggio per 1000 esemplari, quando lo sviluppo del carro venne sospeso.
Il carro M2 non venne mai usato in azione, ma solo per l'addestramento negli Stati Uniti.